# Список лідерів кінопрокату України 2015
Список лідерів кінопрокату України 2015 містить анотоване перерахування лідерів бокс-офісу України для фільмів, що вперше вийшли в український кінопрокат протягом календарного року 2015 та які за всю свою прокатну історію в Україні зібрали суму у понад $1 млн. 
Список включає збори, зароблені фільмами під-час продажу квитків у кінотеатрах; прибуток від VHS/DVD/Blu-Ray/Video-on-demand, показу на ТБ тощо не враховується. Суми вказуються у доларах США і не враховують інфляцію. Якщо не вказано іншого джерела, суми касових зборів наведені за даними сайту Box Office Mojo.
| #  | Назва фільму                   | Країна              | Збори в Україні, $ |
| -- | ------------------------------ | ------------------- | ------------------ |
| 1  | Зоряні війни: Пробудження сили | США                 | 2 509 424          |
| 2  | П'ятдесят відтінків сірого     | США                 | 2 413 538          |
| 3  | Посіпаки                       | США                 | 2 046 677          |
| 4  | Форсаж 7                       | США                 | 2 006 932          |
| 5  | Монстри на канікулах 2         | США                 | 1 981 115          |
| 6  | Месники: Ера Альтрона          | США                 | 1 909 793          |
| 7  | Світ Юрського періоду          | США                 | 1,807,789          |
| 8  | 8 нових побачень               | Україна, Росія      | 1 685 992          |
| 9  | Сьомий син                     | США Велика Британія | 1 575 519          |
| 10 | Марсіянин                      | США                 | 1 547 429          |
| 11 | 007: Спектр                    | США                 | 1 507 671          |
| 12 | Термінатор: Генезис            | США                 | 1 473 758          |
| 13 | Еверест                        | США Велика Британія | 1 357 145          |
| 14 | Пригоди Паддінгтона            | США                 | 1 065 332          |